# Numenes partita
Numenes partita är en fjärilsart som beskrevs av Walker 1865. Numenes partita ingår i släktet Numenes och familjen tofsspinnare. Inga underarter finns listade i Catalogue of Life.